# Apuntador (teatro)

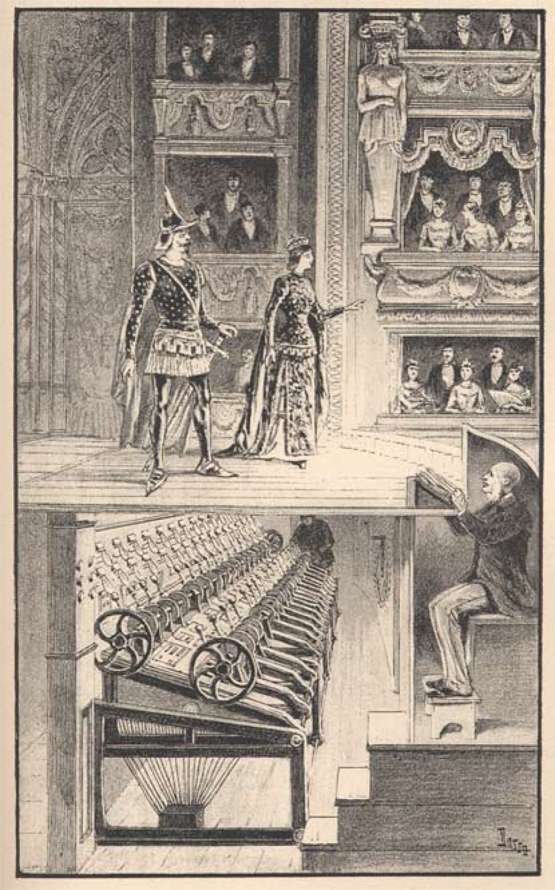
Dibujo del corte transversal del proscenio de un teatro a la italiana, con detalles de la concha (cajón o tornavoz) del apuntador y maquinaria de la tramoya bajo el escenario.

El apuntador, en el teatro, la revista y la ópera es la persona que asiste u orienta a los actores cuando han olvidado su texto o no se mueven correctamente sobre el escenario. En el modelo clásico del teatro italiano el apuntador está instalado en el proscenio, entre la escena y el público, para el que permanece oculto, protegido por la concha, tornavoz o caja del apuntador. La evolución del fenómeno escénico ha hecho que en muchos casos desaparezca este singular oficio del teatro, siendo absorbido por las tareas del traspunte o situándose, como este, entre bastidores.
Dispone de un "libreto del apuntador o libro del apuntador", un tipo de guion técnico —copia última del guion general— que contiene detalles de todos los movimientos de los actores en sus tiempos precisos en el conjunto de la acción que se desarrolla en el escenario; este aspecto le valió la denominación de consueta, pero en el contexto teatral.

## Últimos apuntadores
Por el proceso de desaparición que parece vivir este oficio, cabe mencionar los nombres de algunos grandes apuntadores, que en España, por ejemplo, han sido: Concepción Aranda, Vicente Flores, Francisco Hilera, Justa Mitjana, Dulce María Salo, Rafael Jorque, los Sales -padre e hijo-, Castells, Fernando Perrucho, Vicente Novella, Manolo Yáñez y Vicente Triguero, entre otros muchos. Su experiencia profesional ha estado sembrada de incontables anécdotas del mundo de la farándula.

## En la ópera
En la ópera, el trabajo del apuntador es muy similar. Desde su posición privilegiada en el extremo delantero del centro del escenario, casi al borde del foso de la orquesta, anuncia las entradas «sotto voce» (a media voz, audible tan solo en el escenario), siempre y cuando la música se lo permita.
Es obligatorio que los apuntadores asistan a todos los ensayos, para recoger en sus guiones cualquier ajuste o modificación añadida a la partitura. En producciones profesionales y de alta calidad, es preceptivo que el apuntador sólo participe durante los ensayos y nunca durante la representación. La tecnología ha traído, entre otros avances, pequeñas pantallas de visualización, para perfeccionar su trabajo.

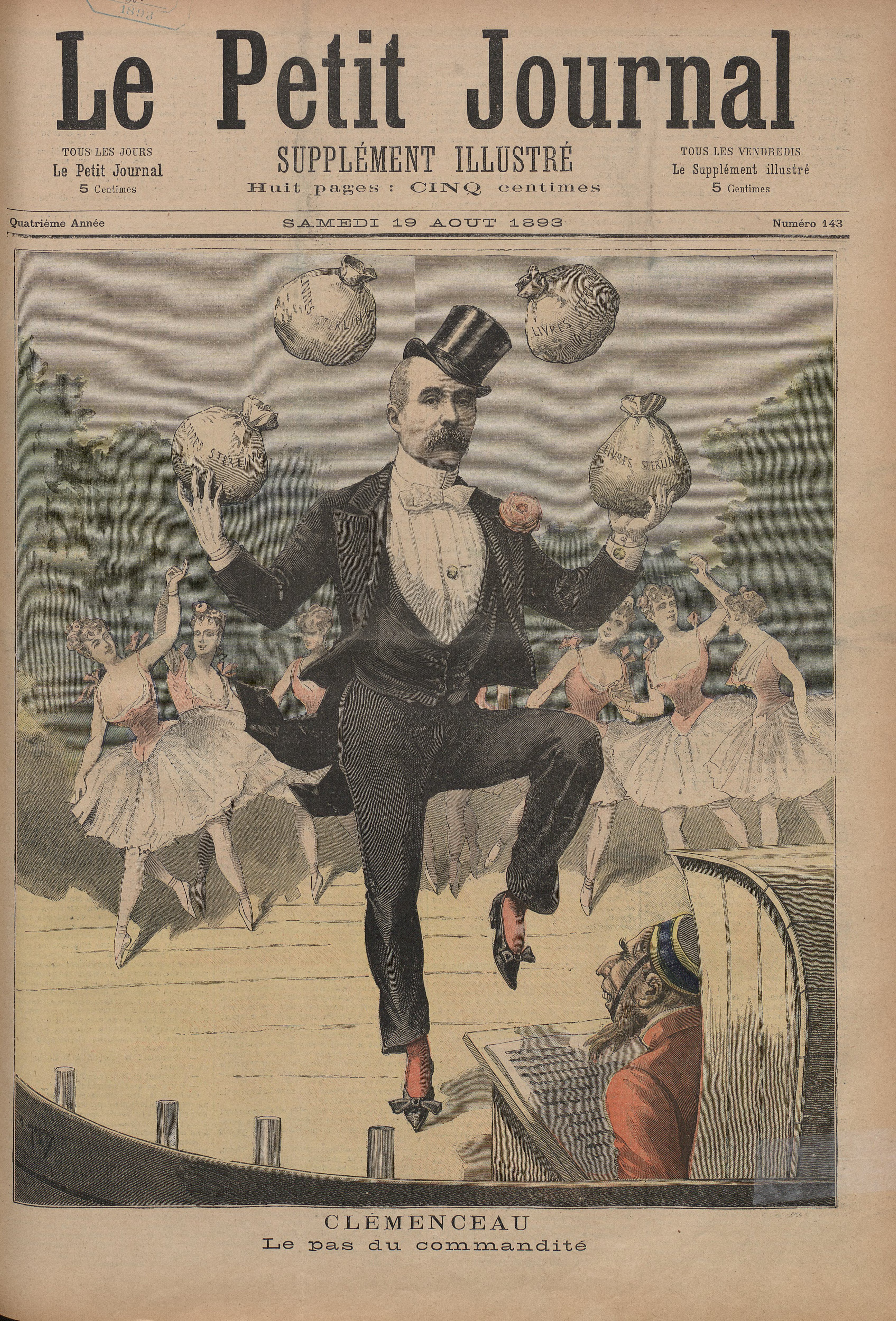
Ilustración caricaturesca en la portada de Le Petit Journal del 19 de agosto 1893, donde un apuntador (por el rasgo de su "nariz semita" sería Cornelius Herz), metido en su concha le dicta al ministro francés Georges Clemenceau lo que debe decir.

### María Callas
Tanto en la ópera como en el teatro, el máximo terror de un apuntador es el "capocómico" y en especial las divas. El apuntador americano Philip Eisenberg solía contar la anécdota ocurrida en una actuación de Maria Callas en que ella necesitaba apuntes más altos. La famosa soprano se inclinó hacia delante en una reverencia ante la caja del apuntador y en un susurro entre dientes que no podía escuchar el público de las primeras filas, dio a su colega encajonado (el apuntador) la orden italiana «¡¡forte del più!!» (¡más alto!).[cita requerida]

## Coda del apuntador
Una popular expresión ridiculizando la exageración de las tragedias, en un principio en el teatro y luego en el cine, es la que dice: "aquí muere hasta el apuntador". La irónica sentencia fue modificada con su sutileza habitual por el cómico y escritor Fernando Fernán Gómez, al titular su colección de anécdotas de la farándula ¡Aquí sale hasta el apuntador!.